# Kerista
Kerista fue una secta religiosa estadounidense iniciada en Nueva York en 1956 por John Peltz. Durante gran parte de su historia se centró en los ideales de la polifidelidad. Posteriormente, después de muchos cambios, tuvo un periodo más estable que funcionó en California desde 1971 hasta 1991.

## Inicios
Kerista se origina en Estados Unidos, más específicamente en el barrio hippie de Haight-Ashbury, San Francisco (California), y debe su nombre a un condominio denominado Kerista, a finales de los 70 usado como una comunidad hippie. Si bien su líder (fallecido en 2009) ya tenía experiencia en comunidades de este tipo, y otros miembros venían de otras comunidades, lo que hizo completamente diferente y único a Kerista es que finalmente lograron organizarse y ser productivos creando la empresa Abacus (precursora de lo que hoy en día es Mac Station), es decir, dando un valor extra al mero hecho de vender las computadoras.

## Normas
En Kerista también hubo muchas reglamentaciones bajo el punto de vista comunitario, a saber: la obligación de hacerse una vasectomía para los hombres, la obligación de dormir con un hombre distinto de la comunidad cada noche para las mujeres, y muchos rituales que los miembros en ocasiones compartían y en otras no.
Kerista acuñó los términos polifidelidad y compersión por primera vez en la historia, y actualmente es estudiado desde el punto de vista sexual, en especial por los seguidores del poliamor.

## Disolución
Irónicamente, el hecho de convertirse en una comunidad próspera y productiva los acercó más a la moda de los años 80 del yuppismo y los alejó de la tendencia artística y contemplativa del hippismo de los 60, lo que finalmente terminó en la disolución social. Muchos de los miembros se independizaron y la mayoría de ellos logró vivir en muy buenas condiciones económicas una vez disuelta la sociedad.